# Daniel Bielica
Daniel Bielica (Zabrze, 30 april 1999) is een Pools voetballer die speelt als doelman. Hij verruilde in 2024 Górnik Zabrze voor NAC Breda.

## Clubcarrière
Bielica begon zijn carrière bij Górnik Zabrze. Hij debuteerde op 2 oktober 2018 tegen Unia Hrubieszów in de Puchar Polski (9-0). Voor hij kon doorbreken bij Górnik, werd hij voor het seizoen 2019/20 uitgeleend aan Sandecja Nowy Sącz, waar hij eerste keeper was. Het jaar erna werd hij uitgeleend aan Warta Poznań, waar hij slechts zeven wedstrijden speelde. Vanaf het seizoen 2021/22 kreeg Bielica steeds meer minuten bij Górnik, waar hij eerste keeper werd.

### NAC Breda
In de zomer van 2024 stapte Bielica over naar NAC Breda, dat uitkwam in de Eredivisie. Hij was hier meteen eerste keeper, voor Roy Kortsmit, Kostas Lamprou en Aron van Lare.

## Statistieken
| Seizoen | Club                     | Competitie  | Competitie | Competitie | Beker | Beker | Overig | Overig | Totaal | Totaal |
| Seizoen | Club                     | Competitie  | Wed.       | Dlp.       | Wed.  | Dlp.  | Dlp.   | Dlp.   | Wed.   | Dlp.   |
| ------- | ------------------------ | ----------- | ---------- | ---------- | ----- | ----- | ------ | ------ | ------ | ------ |
| 2018/19 | Górnik Zabrze            | Ekstraklasa | 1          | 0          | 2     | 0     | 0      | 0      | 3      | 0      |
| 2019/20 | → Sandecja Nowy Sącz     | I liga      | 33         | 0          | 1     | 0     | 0      | 0      | 34     | 0      |
| 2020/21 | → Warta Poznań (voetbal) | Ekstraklasa | 5          | 0          | 2     | 0     | 0      | 0      | 7      | 0      |
| 2021/22 | Górnik Zabrze            | Ekstraklasa | 14         | 0          | 2     | 0     | 0      | 0      | 16     | 0      |
| 2022/23 | Górnik Zabrze            | Ekstraklasa | 24         | 0          | 3     | 0     | 0      | 0      | 27     | 0      |
| 2023/24 | Górnik Zabrze            | Ekstraklasa | 34         | 0          | 0     | 0     | 0      | 0      | 34     | 0      |
| 2024/25 | NAC Breda                | Eredivisie  | 32         | 0          | 1     | 0     | 0      | 0      | 33     | 0      |
| Totaal  | Totaal                   | Totaal      | 141        | 0          | 11    | 0     | 0      | 0      | 152    | 0      |

Bijgewerkt op 24 mei 2025.